# 松江宍道湖溫泉
35°27′58.0″N 133°02′40.2″E / 35.466111°N 133.044500°E
松江宍道湖溫泉是位於日本島根縣松江市市區西北側的溫泉區，溫泉泉質屬於鈉鈣硫酸鹽鹽化物泉，源泉溫度約為77度。
溫泉區位於宍道湖東側北岸，區內由西至東有十十手鞠、浪花一水、夕景湖畔天水閣、松平閣、一畑飯店、白鳥旅館、松江新城市飯店、皆美館、大橋館等多家溫泉旅館；此外也有大眾浴池千鳥湯，在一畑電車的松江宍道湖溫泉車站前也有免費開放的足湯，宍道湖岸邊則設有千鳥南公園及末次公園」。
每年八月在此會舉辦「溫泉地藏祭」，並在8月24日施放約15分鐘的煙火。

## 歷史
1971年在本地鑽探至地下1,250公尺的深度時，發掘到溫泉泉源，最初稱為「松江溫泉」，此後陸續將宍道湖湖岸區域填湖取得土地，逐漸發展為溫泉區。2001年經過公開募集新名稱後，改使用「松江宍道湖溫泉」之名。

## 照片集

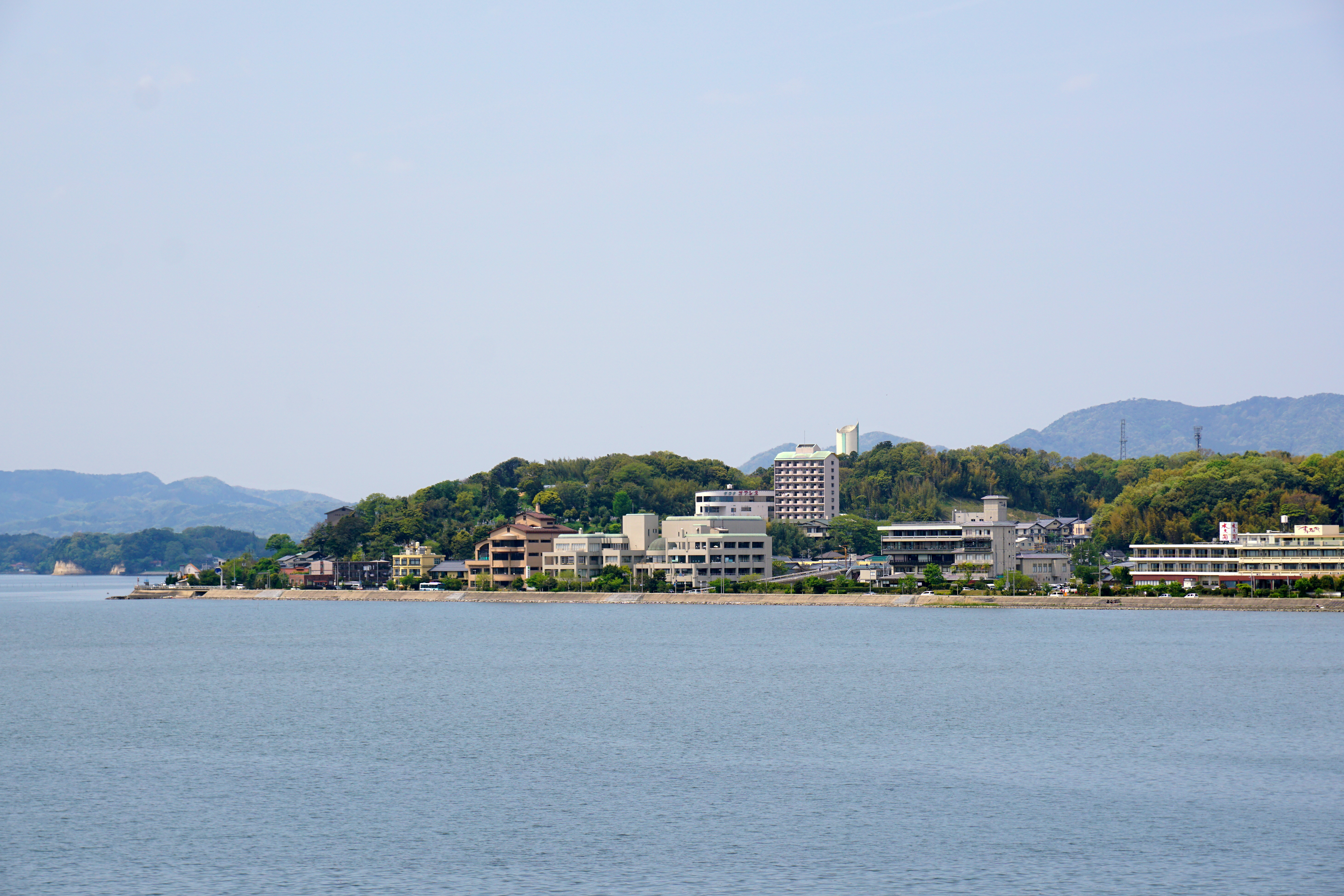
從島根縣立美術館往北看到位於宍道湖對岸的松江宍道湖溫泉區
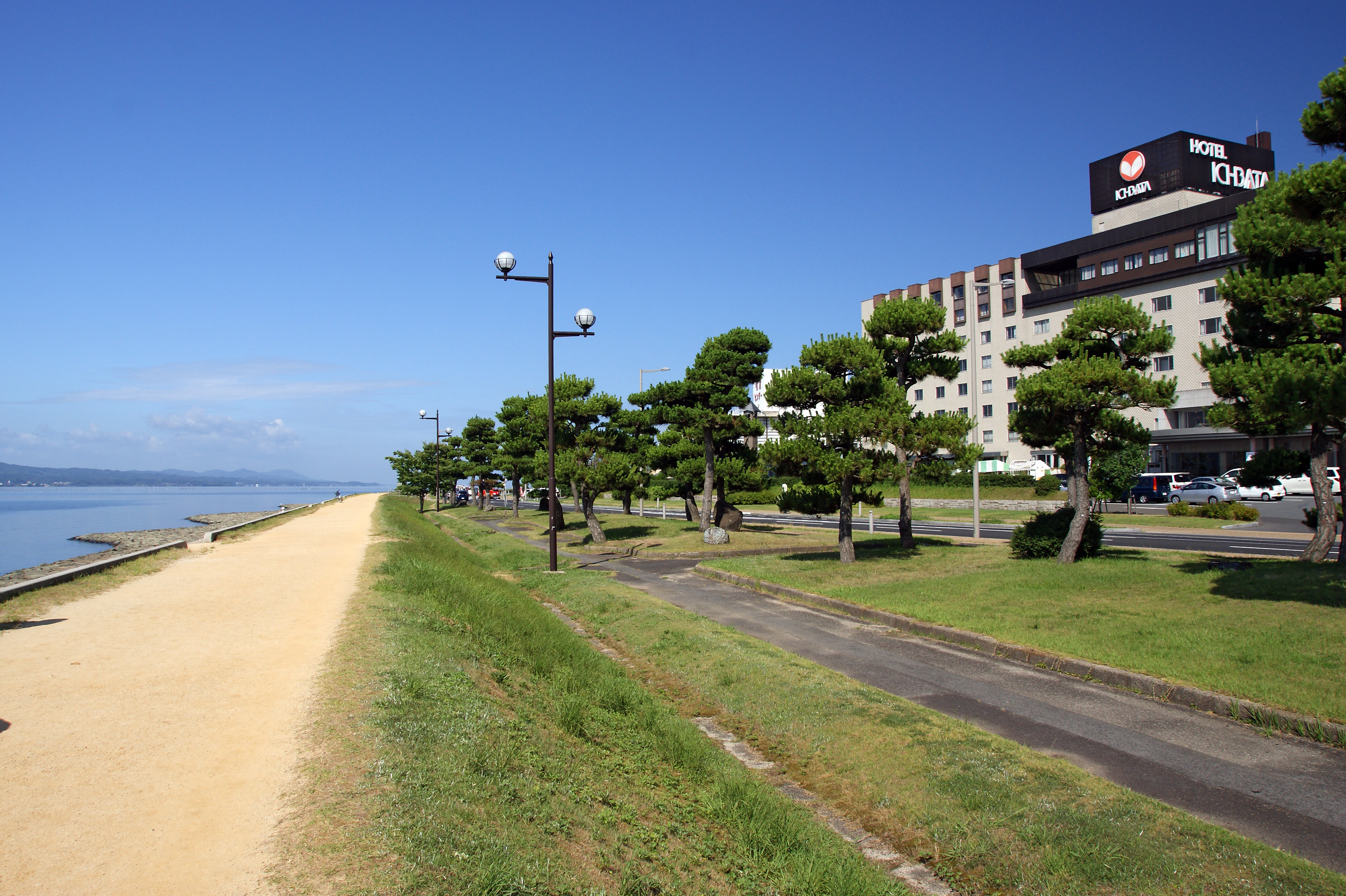
位於宍道湖岸邊的松江宍道湖溫泉區街道
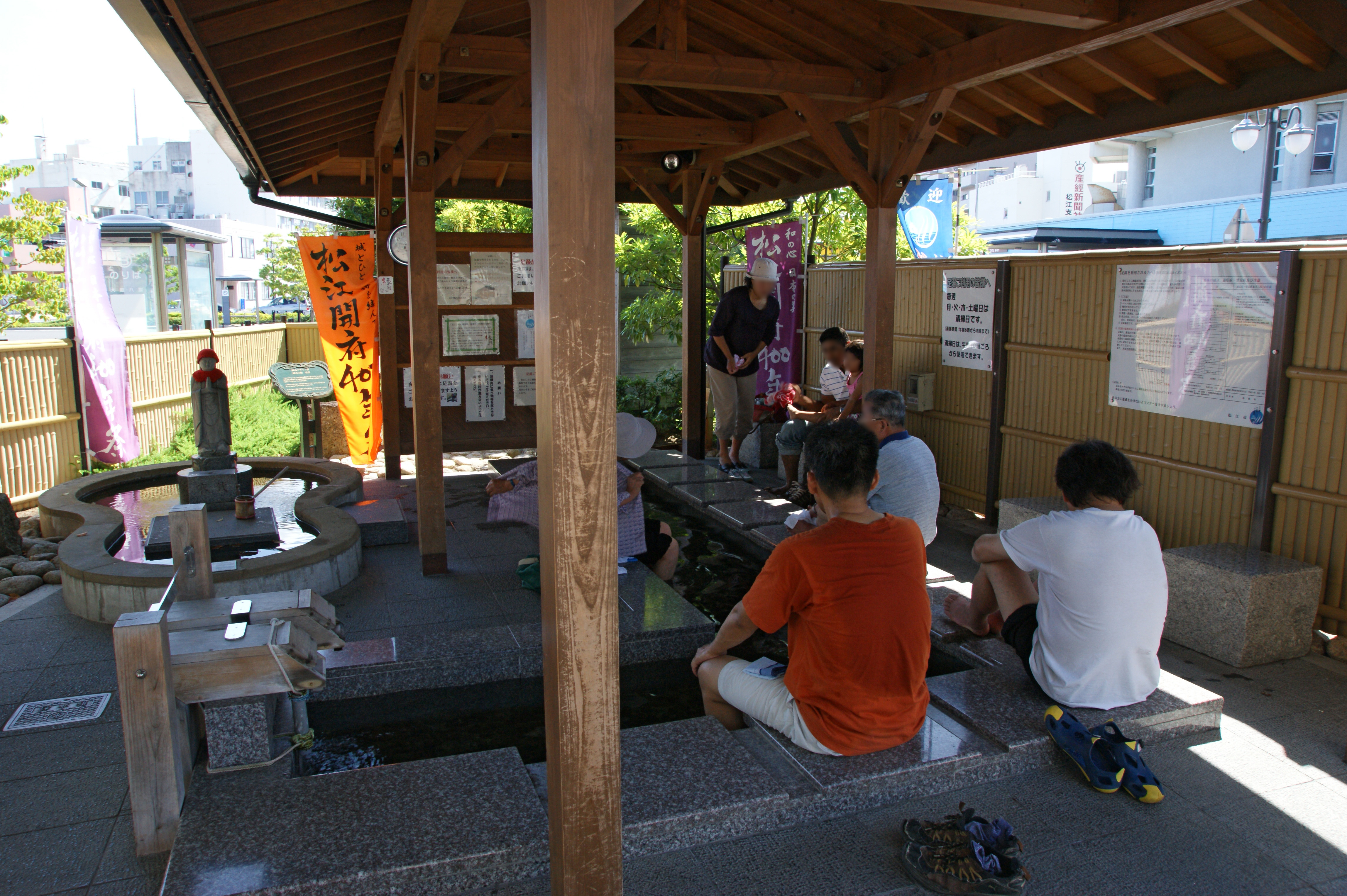
位於松江宍道湖溫泉車站前的足湯

## 備註
1. ↑  日文原名：
2. ↑  日文原名：
3. ↑  日文原名：
4. ↑  日文原名：
5. ↑  日文原名：
6. ↑  日文原名：
7. ↑  日文原名：

## 外部連結
- （日語） 松江宍道湖溫泉組合 （页面存档备份，存于）